# U.S. Men's Clay Court Championships 2019
U.S. Men's Clay Court Championships 2019 (còn được biết đến với Fayez Sarofim & Co. U.S. Men's Clay Court Championships vì lý do tài trợ) là một giải quần vợt thi đấu trên mặt sân đất nện ngoài trời. Đây là lần thứ 51 giải U.S. Men's Clay Court Championships được tổ chức, và là một sự kiện của ATP World Tour 250 của ATP Tour 2019. Giải đấu diễn ra tại River Oaks Country Club ở Houston, Texas, Hoa Kỳ, từ ngày 8 đến ngày 14 tháng 4 năm 2019.

## Nội dung đơn

### Hạt giống
| quốc gia | Tay vợt            | Xếp hạng1 | Hạt giống |
| -------- | ------------------ | --------- | --------- |
| Hoa Kỳ   | Steve Johnson      | 39        | 1         |
| FRA      | Jérémy Chardy      | 42        | 2         |
| GBR      | Cameron Norrie     | 55        | 3         |
| Hoa Kỳ   | Reilly Opelka      | 56        | 4         |
| Hoa Kỳ   | Taylor Fritz       | 58        | 5         |
| Hoa Kỳ   | Mackenzie McDonald | 59        | 6         |
| AUS      | Jordan Thompson    | 67        | 7         |
| Hoa Kỳ   | Sam Querrey        | 71        | 8         |

- Bảng xếp hạng vào ngày 1 tháng 4 năm 2019.

### Vận động viên khác
Đặc cách:
- Bjorn Fratangelo
- Noah Rubin
- Janko Tipsarević

Vượt qua vòng loại:
- Daniel Elahi Galán
- Santiago Giraldo
- Peđa Krstin
- Henri Laaksonen

### Rút lui
Trước giải đấu
- John Isner → thay thế bởi  Marcel Granollers
- Nick Kyrgios → thay thế bởi  Paolo Lorenzi
- Yoshihito Nishioka → thay thế bởi  Casper Ruud

## Nội dung đôi

### Hạt giống
| quốc gia | Tay vợt         | quốc gia | Tay vợt      | Xếp hạng1 | Hạt giống |
| -------- | --------------- | -------- | ------------ | --------- | --------- |
| Hoa Kỳ   | Bob Bryan       | Hoa Kỳ   | Mike Bryan   | 20        | 1         |
| Hoa Kỳ   | Austin Krajicek | NZL      | Artem Sitak  | 80        | 2         |
| GBR      | Luke Bambridge  | GBR      | Jonny O'Mara | 93        | 3         |
| GBR      | Ken Skupski     | GBR      | Neal Skupski | 95        | 4         |

- Bảng xếp hạng vào ngày 1 tháng 4 năm 2019.

### Vận động viên khác
Đặc cách:
- Robert Galloway /  Nathaniel Lammons
- Lleyton Hewitt /  Jordan Thompson

### Rút lui
Trong giải đấu
- Taylor Fritz

## Nhà vô địch

### Đơn
- Christian Garín đánh bại  Casper Ruud, 7–6(7–4), 4–6, 6–3

### Đôi
- Santiago González /  Aisam-ul-Haq Qureshi đánh bại  Ken Skupski /  Neal Skupski, 3–6, 6–4, [10–6]